# Dendrocalamus sinuatus
Dendrocalamus sinuatus är en gräsart som först beskrevs av James Sykes Gamble, och fick sitt nu gällande namn av Richard Eric Holttum. Dendrocalamus sinuatus ingår i släktet Dendrocalamus och familjen gräs. Inga underarter finns listade i Catalogue of Life.